# Amerikaanse auto in 2015
Dit artikel geeft een overzicht van alle Amerikaanse en Australische personenwagens die in 2015 op de markt kwamen. De auto's staan alfabetisch gerangschikt per merk.

## Noord-Amerika
| Cadillac |                  | concern:                                                       | General Motors Verenigde Staten |
| Cadillac | divisie:         |                                                                |                                 |
| Cadillac | merk:            | Cadillac Verenigde Staten                                      |                                 |
| Cadillac | model:           | ATS-V Coupe / sedan (sportiever varianten van de ATS uit 2012) |                                 |
| Cadillac | einde productie: | 2019                                                           |                                 |
| Cadillac | productieaantal: | 2064 (coupé); 2419 (sedan)                                     |                                 |

| Cadillac |                  | concern:                                                          | General Motors Verenigde Staten |
| Cadillac | divisie:         |                                                                   |                                 |
| Cadillac | merk:            | Cadillac Verenigde Staten                                         |                                 |
| Cadillac | model:           | CTS-V sedan (krachtiger variant van de 3e generatie CTS uit 2013) |                                 |
| Cadillac | einde productie: | 2019                                                              |                                 |
| Cadillac | productieaantal: | 6327                                                              |                                 |

| Chevrolet |                  | concern:                                                                       | General Motors Verenigde Staten |
| Chevrolet | divisie:         |                                                                                |                                 |
| Chevrolet | merk:            | Chevrolet Verenigde Staten                                                     |                                 |
| Chevrolet | model:           | Camaro coupé (6e generatie)                                                    |                                 |
| Chevrolet | einde productie: | december 2023                                                                  |                                 |
| Chevrolet | productieaantal: | ca. 350.000 (verkocht in de Verenigde Staten; inclusief de cabriolet uit 2016) |                                 |

| Chevrolet |                  | concern:                                              | General Motors Verenigde Staten |
| Chevrolet | divisie:         |                                                       |                                 |
| Chevrolet | merk:            | Chevrolet Verenigde Staten                            |                                 |
| Chevrolet | model:           | Malibu sedan (9e generatie)                           |                                 |
| Chevrolet | einde productie: | november 2024                                         |                                 |
| Chevrolet | productieaantal: | ruim 1,7 miljoen (verkocht in Noord-Amerika en China) |                                 |

| Chevrolet |                  | concern:                                         | General Motors Verenigde Staten |
| Chevrolet | divisie:         |                                                  |                                 |
| Chevrolet | merk:            | Chevrolet Verenigde Staten                       |                                 |
| Chevrolet | model:           | Volt elektrische vijfdeurliftback (2e generatie) |                                 |
| Chevrolet | einde productie: | februari 2019                                    |                                 |
| Chevrolet | productieaantal: | ruim 80.000 (verkocht in Noord-Amerika)          |                                 |

| Dodge |                  | concern:                                                                            | Fiat Chrysler Automobiles Italië, Verenigde Staten |
| Dodge | divisie:         |                                                                                     |                                                    |
| Dodge | merk:            | Dodge Verenigde Staten                                                              |                                                    |
| Dodge | model:           | Charger SRT Hellcat sedan (krachtiger variant van de 7e generatie Charger uit 2010) |                                                    |
| Dodge | einde productie: | 2023                                                                                |                                                    |
| Dodge | productieaantal: | 11.995 (t/m 2019)                                                                   |                                                    |

| Lincoln |                  | concern:                                                                                 | Ford Motor Company Verenigde Staten |
| Lincoln | divisie:         |                                                                                          |                                     |
| Lincoln | merk:            | Lincoln Verenigde Staten                                                                 |                                     |
| Lincoln | model:           | MKX cross-over-suv (2e generatie; kreeg in 2018 een facelift en de nieuwe naam Nautilus) |                                     |
| Lincoln | einde productie: | 2018                                                                                     |                                     |
| Lincoln | productieaantal: | ca. 130.000 (verkocht in Noord-Amerika en China)                                         |                                     |

| Scion |                  | concern:                                               | Toyota Japan |
| Scion | divisie:         |                                                        |              |
| Scion | merk:            | Scion Verenigde Staten                                 |              |
| Scion | model:           | iA kleine sedan (badge-engineered 3e generatie Mazda2) |              |
| Scion | einde productie: | 2016 (ging verder als Toyota Yaris iA)                 |              |
| Scion | productieaantal: | minder dan 10.000                                      |              |

| Scion |                  | concern:                                                         | Toyota Japan |
| Scion | divisie:         |                                                                  |              |
| Scion | merk:            | Scion Verenigde Staten                                           |              |
| Scion | model:           | iM vijfdeurhatchback (gebaseerd op de 2e generatie Toyota Auris) |              |
| Scion | einde productie: | 2016 (ging verder als Toyota Corolla iM)                         |              |
| Scion | productieaantal: | ?                                                                |              |

| Tesla |                  | concern:                                                   | onafhankelijk |
| Tesla | divisie:         |                                                            |               |
| Tesla | merk:            | Tesla Verenigde Staten                                     |               |
| Tesla | model:           | Model X cross-over-suv                                     |               |
| Tesla | einde productie: | ?                                                          |               |
| Tesla | productieaantal: | ca. 225.000 (verkocht in Noord-Amerika en Europa t/m 2024) |               |

## Latijns-Amerika
| Dodge |                  | concern: | Fiat Chrysler Automobiles Italië, Verenigde Staten |
| Dodge | divisie:         | |                                                    |
| Dodge | merk:            | Dodge Verenigde Staten                                                                                                 |                                                    |
| Dodge | model:           | Attitude kleine sedan (3e generatie; badge-engineered 6e generatie Mitsubishi Mirage/Attrage voor de Mexicaanse markt) |                                                    |
| Dodge | einde productie: | ca. 2024 |                                                    |
| Dodge | productieaantal: | ruim 85.000 (t/m 2021)                                                                                                 |                                                    |

| Renault |                  | concern:                                                                                                  | onafhankelijk |
| Renault | divisie:         | Renault do Brasil Brazilië                                                                                |               |
| Renault | merk:            | Renault Frankrijk                                                                                         |               |
| Renault | model:           | Duster Oroch pick-up (gebaseerd op de 1e generatie Dacia Duster uit 2010; vanaf 2022 enkel Oroch genoemd) |               |
| Renault | einde productie: | ? |               |
| Renault | productieaantal: | ? |               |

## Australië
| Ford |                  | concern:                                                                                    | onafhankelijk |
| Ford | divisie:         | Ford Australia Australië                                                                    |               |
| Ford | merk:            | Ford Verenigde Staten                                                                       |               |
| Ford | model:           | Everest suv (2e generatie; gebaseerd op de Ranger uit 2011; in India als Endeavor verkocht) |               |
| Ford | einde productie: | 2022                                                                                        |               |
| Ford | productieaantal: | ?                                                                                           |               |

| Holden |                  | concern: | General Motors Verenigde Staten |
| Holden | divisie:         | |                                 |
| Holden | merk:            | Holden Australië |                                 |
| Holden | model:           | Astra GTC / GTC Sport / VXR driedeurhatchback (6e generatie; badge-engineered 5e generatie Opel Astra GTC uit 2011) |                                 |
| Holden | einde productie: | 2016 |                                 |
| Holden | productieaantal: | ? |                                 |

| Holden |                  | concern:                                                   | General Motors Verenigde Staten |
| Holden | divisie:         |                                                            |                                 |
| Holden | merk:            | Holden Australië                                           |                                 |
| Holden | model:           | Cascada cabriolet (badge-engineered Opel Cascada uit 2013) |                                 |
| Holden | einde productie: | 2017                                                       |                                 |
| Holden | productieaantal: | ?                                                          |                                 |

| Holden |                  | concern: | General Motors Verenigde Staten |
| Holden | divisie:         | |                                 |
| Holden | merk:            | Holden Australië |                                 |
| Holden | model:           | Insignia VXR sedan (badge-engineered 1e generatie Opel Insignia OPC, de sportieve variant van de Insignia uit 2008) |                                 |
| Holden | einde productie: | 2017 |                                 |
| Holden | productieaantal: | ? |                                 |